# Bassopiano del Kuban'
Il bassopiano del Kuban' (in russo Прикубанская низменность, Prikubanskaja nizmennost'), anche conosciuto come bassopiano del Kuban' e del mare di Azov (in russo Кубано-Приазовская низменность, Kubano-priazovskaja nizmennost') è una zona pianeggiante estesa nella Russia europea meridionale, nella zona occidentale della regione ciscaucasica.
È delimitata ad ovest dalle acque del mare di Azov e a sud dalla catena del Caucaso; digrada a nord verso la depressione del Kuma-Manyč, mentre ad est è delimitata dalle alture di Stavropol'; l'intera pianura ha una quota media di 100-150 metri s.l.m. Il principale asse idrografico è il Kuban', mentre un altro fiume di rilievo è la Eja, che scorre nella sua parte settentrionale.
L'intera zona ha clima tendenzialmente continentale, con inverni moderatamente freddi, estati piuttosto calde e precipitazioni non abbondanti (400-600 mm annui in media); la forma vegetazionale assolutamente prevalente è di conseguenza la steppa, caratterizzata da vegetazione erbacea e da suolo a černozëm sviluppato su substrato carbonatico.
Nella zona sono presenti giacimenti di idrocarburi.